# Ушаков, Николай Иванович (генерал-лейтенант)
Никола́й Ива́нович Ушако́в (1802 — 6 апреля 1861; Новаки, Полтавская губерния, Российская империя) — русский генерал-лейтенант. Участник Русско-персидской, Русско-турецкой войн, подавления польского восстания и Крымской войны. Военный историк.

## Биография
Николай Ушаков родился в 1802 году. Происходил из дворянского рода Ушаковых. Поступил на службу офицером 30 января 1821 года. В чине поручика участвовал в Русско-персидской (1826—1828) и Русско-турецкой (1828—1829) войнах. Во время последней, летом 1829 года, встречался у обер-квартирмейстера Отдельного кавказского корпуса В. Д. Вольховского и Н. Н. Раевского-младшего с А. С. Пушкиным.
В июне 1831 года вместе с генерал-фельдмаршалом графом И. Ф. Паскевичем, тогда же вступивши в должность его адъютанта, прибыл в Польшу для подавления вспыхнувшего там восстания (1830—1831). С назначением 23 марта 1832 года Паскевича наместником Царства Польского, Ушаков был назначен начальником его канцелярии в Варшаве. В декабре 1833 года «за отличие в службе» присвоен чин полковника. 8 сентября 1843 года ему был присвоен чин генерал-майора.
Во время Крымской войны занимал должность дежурного генерала Южной армии и войск в Крыму находящихся. С 19 апреля 1853 года — генерал-лейтенант.
Высочайшим приказом от 25 января 1856 года уволен в запас для излечения болезни.
Умер 6 апреля 1861 года в своём имении Новаки Лубенского уезда, Полтавской губернии.

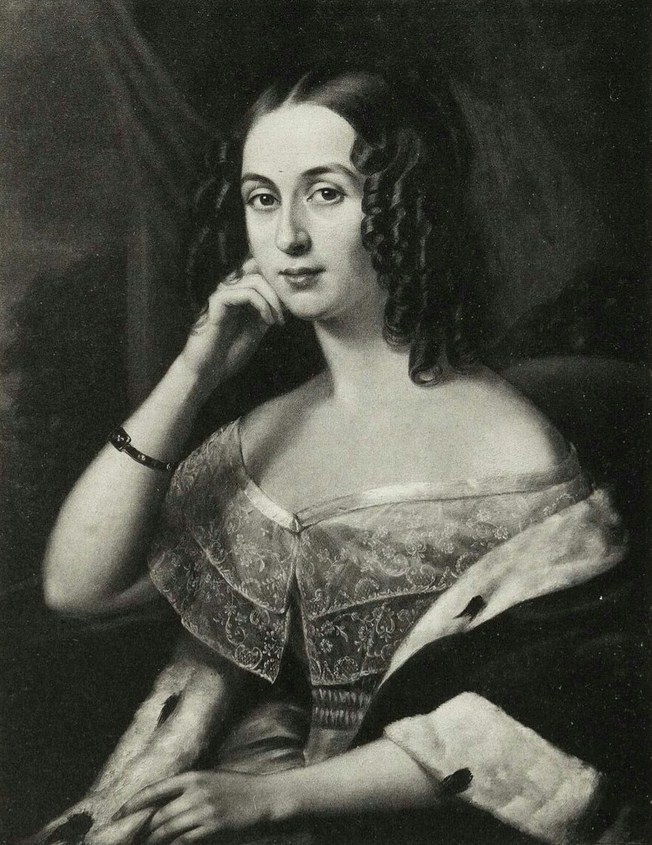
Елизавета Андреевна

## Семья
Жена (с 1838) —  Елизавета Андреевна Стороженко (1818—1897), дочь публициста А. Я. Стороженко.
Их дочь, Мария, была замужем за грузинским князем Агафоном Гарсевановичем Вахваховым (Вахвахишвили; 1837—1909).

## Награды
Российские:
- Орден Святой Анны 4-й ст. «За храбрость» (1828)
- Орден Святого Владимира 4-й ст. с бантом (1830)
- Знак отличия за военное достоинство 4-й ст. («Virtuti Militari», 1831)
- Орден Святого Георгия 4-й ст. (1841)
- Орден Святого Станислава 1-й ст. (22.05.1846)
- Орден Святой Анны 1-й ст. (1849) с императорской короной (1851)
- Знак отличия «За безупречную службу» за XXX лет (1852)
- Орден Святого Владимира 2-й ст. (1854)
- Табакерка с портретом Его Величества
- Орден Белого орла с мечами (1855)

Иностранные:
- Прусский орден Красного орла 3-й ст. (1835)
- Австрийский орден Леопольда, командорский крест (1850)

## «История военных действий в Азиатской Турции в 1828 и 1829 годах»
Во время русско-турецкой войны 1828—1829 годов Ушаков ведал всей тайной перепиской главнокомандующего русскими войсками на Кавказе графа Паскевича. Ввиду этого первый был глубоко осведомлён обо всех событиях той войны.
В 1836 году в Санкт-Петербурге была издана книга Ушакова из 2-х частей «История военных действий в Азиатской Турции в 1828 и 1829 годах», основанная на официальных документах и материалах, а также содержащая статистические сведения.
В 1843 году в Варшаве вышло 2-е изд. книги. Кроме 2-х частей был издан «Атлас» с картографическими материалами, планами осад, крепостей и сражений.
За издание книги Ушаков был пожалован премией в 1500 рублей серебром.

## Знакомство с Пушкиным
Возвратясь из Москвы, имел я честь получить вашу книгу — и с жадностию её прочёл.

Не берусь судить о ней как о произведении учёного военного человека, но восхищаюсь ясным, красноречивым и живописным изложением. Отныне имя покорителя Эривани, Арзрума и Варшавы соединено будет с именем его блестящего историка. С изумлением увидел я, что вы и мне даровали бессмертие — одною чертою вашего пера. Вы впустили меня в храм славы, как некогда граф Эриванский позволил мне въехать вслед за ним в завоёванный Арзрум.
С глубочайшим etc.
Книгу из своего первого издания Ушаков передал в подарок Пушкину через его свояка, историка Н. И. Павлищева. Книга с дарительной надписью автора и датой «1 маия 1836. С. Петербургъ» сохранилась до наших дней. В июне того же года Пушкин отправил Ушакову письмо с глубочайшей благодарностью за книгу и, главным образом, за упоминание в ней поэта.
В примечаниях (3-е) в конце своей книги Ушаков описал боевой эпизод произошедший 14 июня 1829 года во время русско-турецкой войны, при котором присутствовал Пушкин. Во время своего пребывания на Кавказе, последний прибыл в стоявший на биваке русский лагерь, передовые пикеты которого, в тот же день были внезапно атакованы многократно превосходящими силами турок. Пушкин, «одушевлённый отвагою», подобрал пику одного из погибших казаков и, запрыгнув на лошадь, поскакал на турецких всадников. Майор Н. Н. Семичев догнал его и силой вывел поэта с передовой казачьей линии.

## «Записки очевидца о войне России противу Турции и западных держав»
В ходе Крымской войны, будучи дежурным генералом при главнокомандующем Южной армией ген. М. Д. Горчакове, Ушаков был очевидцем многих важных событий, происходивших в одном из высших звеньев управления русской армией. Свои воспоминания об этом он опубликовал в книге "Записки очевидца о войне России противу Турции и западных держав", изданной в 1872 г. в Москве.